# Chambeyronia lepidota
Espèce
Statut de conservation UICN

 LC  : Préoccupation mineure
Chambeyronia lepidota est une espèce de plantes de la famille des Arecaceae.

## Publication originale
- Gentes Herbarum; Occasional Papers on the Kinds of Plants 11: 291. 1978.